# Wereldkampioenschap veldrijden 1965
Het wereldkampioenschap veldrijden 1965 werd gehouden op 14 februari 1965 in Cavaria con Premezzo, Italië.

## Uitslag
| Plaats | Renner           | Land                     | Tijd   |
| ------ | ---------------- | ------------------------ | ------ |
|        | Renato Longo     | Italië                   | 58.23  |
| Zilver | Rolf Wolfshohl   | Bondsrepubliek Duitsland | + 0.13 |
| Brons  | Amerigo Severini | Italië                   | + 1.21 |
| 4.     | Roger De Clercq  | België                   | + 2.09 |
| 5.     | Amelio Mendijur  | Spanje                   | + 3.06 |
| 6.     | Albert Van Damme | België                   | + 3.32 |
| 7.     | Pierre Bernet    | Frankrijk                | + 3.45 |
| 8.     | Léon Scheirs     | België                   | + 3.46 |
| 9.     | Joseph Mahé      | Frankrijk                | + 3.50 |
| 10.    | Huub Harings     | Nederland                | + 4.26 |

1950 · 
1951 · 
1952 · 
1953 · 
1954 · 
1955 · 
1956 · 
1957 · 
1958 · 
1959 · 
1960 · 
1961 · 
1962 · 
1963 · 
1964 · 
1965 · 
1966 · 
1967 · 
1968 · 
1969 · 
1970 · 
1971 · 
1972 · 
1973 · 
1974 · 
1975 · 
1976 · 
1977 · 
1978 · 
1979 · 
1980 · 
1981 · 
1982 · 
1983 · 
1984 · 
1985 · 
1986 · 
1987 · 
1988 · 
1989 · 
1990 · 
1991 · 
1992 · 
1993 · 
1994 · 
1995 · 
1996 · 
1997 · 
1998 · 
1999 · 
2000 · 
2001 · 
2002 · 
2003 · 
2004 · 
2005 · 
2006 · 
2007 · 
2008 · 
2009 · 
2010 · 
2011 · 
2012 · 
2013 · 
2014 · 
2015 · 
2016 · 
2017 · 
2018 · 
2019 ·
2020 ·
2021 ·
2022 ·
2023 ·
2024 ·
2025

Categorieën

Mannen elite · 
vrouwen elite · 
mannen beloften · 
vrouwen beloften · 
jongens junioren · 
meisjes junioren · 
gemengde estafette

Voormalig:
mannen amateurs